# Pignols
Pignols település Franciaországban, Puy-de-Dôme megyében. Lakosainak száma 340 fő (2022. január 1.). Pignols Laps, Saint-Babel, Sallèdes és Vic-le-Comte községekkel határos.

## Népesség
A település népességének változása:
| Lakosok száma | 323  | 330  | 340  | 338  | 339  | 345  | 346  | 343  | 340  |
|               | 2013 | 2015 | 2016 | 2017 | 2018 | 2019 | 2020 | 2021 | 2022 |